# 나사우의 힐다
나사우의 힐다(Princess Hilda of Nassau, 1864년 11월 5일 ~ 1952년 2월 8일)는 1907년 9월 28일부터 1918년 11월 22일까지 바덴 대공비였으며 프리드리히 2세 대공의 배우자였다. 힐다와 프리드리히는 1918년 독일 혁명 이전 바덴의 마지막 대공 부부였다.